# ایندومتاسین
ایندومتاسین (به انگلیسی: Indometacin)
رده درمانی: داروهای ضد التهاب غیر استروئیدی
اشکال دارویی: قرص، کپسول و شیاف

## موارد مصرف
ایندومتاسین جزو داروهای ضد التهاب غیر استروئیدی (NSAID) می‌باشد و بنابراین دارویی مسکن و ضدالتهاب است.
ایندومتاسین مسکنی بسیار قوی است که معمولاً برای کاهش دردهای مفصلی برای بیماران سالخورده تجویز می‌شود. قدرت ضد درد این مسکن از پیروکسیکام بیشتر است و سمیت بیشتری دارد.

## نام‌های غیر ژنریک
این دارو با نام‌های تجاری INDIC و INDOSUPP نیز عرضه می‌شود.

## اشکال دارو
این دارو به صورت کپسول ۲۵ میلی‌گرمی، قرص آهسته رهش ۷۵ میلی‌گرمی و شیاف‌های ۵۰ و ۱۰۰ میلی‌گرمی ارائه می‌شود.

## مقدار مصرف دارو
بزرگسالان: ابتدا ۲۵ تا ۵۰ میلی‌گرم، دو تا سه بار در روز. سپس یک هفته درمیان به میزان ۲۵ تا ۵۰ میلی‌گرم در هر نوبت افزایش می‌یابد. مقدار مصرف روزانه حداکثر ۲۰۰ میلیگرم می‌باشد. پس از گرفتن نتیجه مقدار مصرف به پایین‌ترین دوز کاهش می‌یابد.
کودکان:۱/۵ تا ۲/۵ میلیگرم به ازای هر کیلو وزن بدن به‌طور روزانه در سه یا چهار نوبت. حداکثر مقدار مجاز ۴ میلیگرم به ازای هر کیلوگرم وزن بدن می‌باشد. پس از گرفتن نتیجه مقدار مصرف به پایین‌ترین حد که علائم بیماری را کنترل کند کاهش می‌یابد.

## عوارض جانبی
شایع‌ترین عوارض جانبی: اختلالات گوارشی، تهوع و اسهال، سردرد شدید هنگام صبح. خواب آلودگی، سرگیجه، ناراحتی عصبی، وزوز گوش، بیخوابی و بدتر شدن پسوریازیس و توکسیک اپیدرمال نکروزیس

## توصیه‌های پزشکی
1. برای کاهش عوارض گوارشی دارو را با غذا مصرف کند.
2. طول درمان با ایندومتاسین نباید بیشتر از سه هفته باشد.
3. قرص‌های و کپسول این دارو باید به صورت سالم بلعیده شود. (نصف کردن قرص‌ها و مخدوش شدن کپسول‌های ایندومتاسین باعث افزایش عوارض گوارشی آن می‌شود)
4. مصرف این دارو در بیمارانی با زخم گوارشی فعال اکیداً ممنوع است.
5. از مصرف ایندومتاسن با آسپرین باید خودداری شود.

## شرایط نگهداری
این دارو را باید در دمای کمتر از ۳۰ درجه سانتیگراد و دور از نور، رطوبت و داخل جعبه نگهداری کرد.